# Gerson Torres
Gerson Torres Barrantes (San Francisco, Heredia, Costa Rica, 28 de agosto de 1997) es un futbolista costarricense que juega como interior derecho en el Deportivo Saprissa  de la Primera División de Costa Rica.
Torres es un jugador zurdo, ágil y rápido que posee gran técnica individual. Puede ocupar también la demarcación de interior para funciones más ofensivas. Desarrolló las ligas inferiores en el conjunto del Deportivo Saprissa desde los 10 años, pero decidió optar por Belén, equipo en el cual debutó en la Primera División costarricense a partir del 22 de abril de 2015. Fue galardonado con la distinción, en dos temporadas consecutivas, como el mejor jugador Sub-21. A finales de mayo de 2016, el mediocentro firmó con el Herediano y en su primer torneo se hizo con un subcampeonato. En 2017 dio el salto al América de México y luego recaló en el Necaxa, para terminar regresando en el Herediano.
Un dato curioso es que su segundo nombre es Andrés, pero al parecer, no le gusta usarlo.

## Trayectoria

### Inicios
Nació en Heredia, el 28 de agosto de 1997. Pertenece al barrio La Milpa, cerca de Guararí de la provincia herediana. De niño soñaba con jugar profesionalmente y su interés sobre el deporte se lo inculcó su padre, quien después lo inscribió en una escuela de fútbol. Sus hermanos mayores estuvieron en las categorías de alto rendimiento del Brujas y Barrio México, pero no lograron trascender. Cuando Torres permaneció en el alto rendimiento de Belén, clubes costarricenses de trayectoria ofrecieron contratarlo, tales como Alajuelense y Saprissa, pero su equipo no le permitió salir para una mejor formación en el aspecto futbolístico y colocarlo como promesa. Siguió en esta categoría hasta alcanzar la escuadra belemita absoluta en 2015.

### Belén F.C.
Gerson Torres fue ascendido al primer equipo de Belén y apareció en la suplencia en la fecha 20 del Verano 2015 frente al Santos de Guápiles. El 22 de abril inició como futbolista profesional al debutar con 17 años, al ingresar de cambio por Keven Alemán al minuto 65', en el juego contra Pérez Zeledón, el cual finalizó con victoria 1-0.
Para la siguiente temporada, disputó el primer partido del Campeonato de Invierno el 2 de agosto de 2015, frente al Deportivo Saprissa en el Estadio Rosabal Cordero. De la mano del director técnico Manuel Gerardo Ureña, el centrocampista entró como variante al minuto 68' por Carlos Hernández y el marcador terminó con derrota 0-2. Constantemente fue relegado al banquillo y en oportunidades no aparecía en las nóminas. Su equipo cambió de entrenador a partir de la jornada 10, y nombró a Kenneth Barrantes como interino. Posteriormente el argentino Juan Cruz se hizo cargo del puesto, pero fue reemplazado por José Giacone a finales de octubre. Su último juego que participó fue el 15 de noviembre, de local contra Pérez Zeledón; encuentro en el cual el jugador estuvo por 52 minutos y el resultado fue de pérdida 0-1. Al final de la fase regular, el conjunto belemita alcanzó el noveno lugar de la tabla de posiciones con 21 puntos.
El Campeonato de Verano 2016 significó más regularidad para el futbolista tras la llegada de Giacone como entrenador. Su primer gol en la máxima categoría se dio en la fecha inaugural de la campaña sobre el Deportivo Saprissa, en el primer minuto de juego donde mostró grandes cualidades. Sin embargo, su equipo perdió con marcador de 2-1. El 5 de febrero, Ricardo Cabañas, representante del guardameta Keylor Navas, fichó a Torres con miras a proyectarlo como legionario. Por su parte, su club renovó con él hasta 2020. Logró consolidarse para ser titular inamovible del estratega argentino, salvo una lesión que padeció a inicios de marzo. Al finalizar la etapa regular del torneo, su equipo entró de cuarto lugar a la ronda eliminatoria, con 39 puntos. El 1 de mayo se llevó a cabo la semifinal de ida frente al Herediano, en el Estadio Rosabal Cordero; el centrocampista logró el segundo gol de su carrera al conseguirlo al minuto 7', pero el rival igualó para el empate definitivo. La vuelta se desarrolló tres días después, en el mismo escenario deportivo. Por último, el resultado terminó 1-1 y el criterio de desempate por ventaja deportiva favoreció a los florenses, por lo que su club quedó eliminado. En la ceremonia de los Premios FPD, realizada a finales de mayo, el jugador recibió la distinción de Mejor Revelación Sub-21.

### C. S. Herediano
El 25 de mayo de 2016, el centrocampista firmó con el Herediano por un periodo de cuatro torneos cortos. Se estrenó con la camiseta rojiamarilla el 16 de julio en el Estadio Rosabal Cordero, por la primera jornada de su club por el Campeonato de Invierno 2016 frente a Pérez Zeledón. Gerson alineó como titular, completó la totalidad de los minutos y el resultado terminó en victoria por 2-1. Debutó por primera vez en competencia internacional de la Liga de Campeones el 15 de septiembre, por la tercera fecha del grupo enfrentando a Plaza Amador de Panamá, y siendo titular del triunfo por 2-0. El 18 de octubre vería acción nuevamente por este torneo, en esta ocasión en el duelo contra el Tigres de México en el Estadio Universitario. Aunque Torres apareció en el once inicial, fue sustituido al minuto 31' por José Sánchez mientras que el desenlace del compromiso finiquitó en pérdida de 3-0, por lo que su club no logró clasificar a la ronda eliminatoria. El 15 de diciembre su equipo se conformó con el subcampeonato de liga tras perder la última jornada de la cuadrangular ante el Deportivo Saprissa. Torres contabilizó 20 apariciones y concretó tres goles, para un total de 1734 minutos disputados.

### Club América
Desde el 26 de diciembre de 2016, se dieron negociaciones para el fichaje de Torres en el América de México. El 20 de enero de 2017, se oficializó su fichaje en este equipo en condición de préstamo por un año, donde iniciaría en la categoría Sub-20, con la posibilidad de formar parte del grupo absoluto. Debutó en su primer partido oficial el 1 de marzo por la Copa, en la derrota por 2-1 ante el Santos Laguna.
Duraría muy poco el paso por las águilas, pues a finales de ese mismo año dejaría la escuadra con participación en apenas cuatro partidos con el primer equipo, tres de ellos en la Copa, y solo uno en Liga.

### Club Necaxa
El 20 de diciembre de 2017, se anunció que el Herediano adquirió la ficha de Torres firmándolo por cinco años, y asimismo con la negociación de Fútbol Consultants, permitió que el jugador continuase su carrera en México en esta ocasión con el Necaxa, de igual manera con el vínculo de un año en condición de cedido. Jugó su primer partido el 23 de enero de 2018, en el empate 1-1 contra el Murciélagos por la copa. El 11 de abril se proclamó campeón de esta competencia tras vencer en la final al Toluca con marcador de 1-0, compromiso del cual Gerson no gozó de participación.

### C. S. Herediano
El 15 de junio de 2018, se oficializó el regreso de Torres al Herediano para concluir su recuperación de una cirugía en el pie izquierdo. Debutó con los florenses hasta en la octava fecha del Torneo de Apertura contra Carmelita (victoria 2-0) el 5 de septiembre, luego de sustituir a José Leitón al minuto 54'. El 1 de noviembre conquistó el título de Liga Concacaf venciendo en el resultado global al Motagua de Honduras, donde no logró tener acción en dicho torneo. El 23 de diciembre ganó el campeonato de liga sobre el Deportivo Saprissa.
El 21 de diciembre de 2019, su club ganó el Torneo de Apertura en penales sobre Alajuelense. El 8 de agosto de 2020 ganó la Supercopa de Costa Rica.

## Selección nacional

### Categorías inferiores
El 28 de abril de 2017, Torres entró en la lista de veintiún futbolistas del entrenador Marcelo Herrera para disputar la Copa Mundial Sub-20 celebrada en Corea del Sur. Su debut en la justa mundialista se dio el 21 de mayo en el Estadio Mundialista de Jeju, donde enfrentó a Irán y jugó la totalidad de los minutos en la derrota de su escuadra por 1-0. Cerró la etapa de grupos como titular indiscutible con el empate ante Portugal (1-1) y la victoria sobre Zambia (1-0). Su selección avanzó a la siguiente fase como mejor tercero. El 31 de mayo fue relegado por primera vez al banquillo e ingresó al comienzo del segundo tiempo en el partido por los octavos de final frente a Inglaterra, duelo en el que Costa Rica se vería superada con cifras de 2-1. Por otra parte, el volante contabilizó 315 minutos de acción en cuatro apariciones.
El 10 de marzo de 2021, Torres fue incluido en la lista final del entrenador Douglas Sequeira, para enfrentar el Preolímpico de Concacaf con la Selección Sub-23 de Costa Rica. El 18 de marzo debutó en la competencia al jugar los últimos treinta minutos frente a Estados Unidos en el Estadio Jalisco, donde se dio la derrota por 1-0. Tres días después asumió el rol de estelar ante México en el Estadio Akron, y en esta ocasión vio otra vez la derrota de su conjunto por 3-0. Este resultado dejó fuera a la selección costarricense de optar por un boleto a los Juegos Olímpicos de Tokio. El 24 de marzo dio una asistencia en el triunfo de trámite por 5-0 sobre República Dominicana.

#### Participaciones en inferiores
| Competición                  | Sede          | Resultado        | Partidos | Goles |
| ---------------------------- | ------------- | ---------------- | -------- | ----- |
| Copa Mundial Sub-20 de 2017  | Corea del Sur | Octavos de final | 4        | 0     |
| Preolímpico de Concacaf 2020 | México        | Fase de grupos   | 3        | 0     |

### Selección absoluta
El 2 de enero de 2017 se llevó a cabo la convocatoria de los futbolistas para la decimocuarta edición de la Copa Centroamericana, la cual tomará lugar en territorio panameño. El centrocampista fue incluido en la lista del entrenador Óscar Ramírez. El 13 de enero comenzó el torneo regional donde su selección, en el Estadio Rommel Fernández, enfrentó al conjunto de El Salvador. Gerson quedó en el banquillo y el empate sin anotaciones definió el marcador final. Para el compromiso de dos días después, en el mismo escenario deportivo, contra la escuadra de Belice, Torres debutó como internacional absoluto con la dorsal «16» al entrar de cambio por Pedro Leal al minuto 61'. El resultado fue de victoria 0-3. En el juego del 17 de enero ante Nicaragua, el interior izquierdo fue parte de la titularidad, pero salió de relevo por John Jairo Ruiz al inicio del segundo tiempo, y la igualdad de 0-0 se repitió al cierre del cotejo. El día posterior abandonó las prácticas, con autorización de los directivos, para arreglar situaciones contractuales con su club.
El 25 de mayo de 2021, Gerson regresó a la selección dirigida por Ronald González para enfrentar la fase final de la Liga de Naciones de la Concacaf. El 3 de junio su combinado empató el duelo de semifinal contra México (0-0) en el Empower Field en Denver, por lo que la serie se llevó a los penales donde su conjunto no pudo avanzar. Tres días después tampoco superó el compromiso por el tercer lugar frente a Honduras (2-2), cayendo por la misma vía de los penales. Gerson tuvo solo dieciocho minutos de participación ante los hondureños.
El 16 de noviembre de 2021, debutó en la eliminatoria de Concacaf hacia la Copa del Mundo en el juego de local contra Honduras, tras ingresar de cambio al minuto 78', y aportó un gol de cabeza en la última jugada del compromiso para el agónico triunfo por 2-1.
El 13 de mayo de 2022, fue convocado a la lista de Suárez para la preparación de cara a la Liga de Naciones de la Concacaf. El 2 de junio se dio su debut en la derrota 2-0 de visita contra Panamá.
El 14 de junio de 2022, alineó como titular y salió de cambio al comienzo del segundo tiempo en el partido donde su combinado selló la clasificación a la Copa Mundial tras vencer 1-0 a Nueva Zelanda, por la repesca intercontinental celebrada en el país anfitrión Catar.

#### Participaciones internacionales
| Evento                    | Sede           | Resultado    | Partidos | Goles |
| ------------------------- | -------------- | ------------ | -------- | ----- |
| Copa Centroamericana 2017 | Panamá         | Cuarto lugar | 2        | 0     |
| Liga de Naciones 2019-20  | Estados Unidos | Cuarto lugar | 1        | 0     |

## Estadísticas

### Clubes
Actualizado al último partido jugado el 21 de junio de 2022.
| Belén F. C. · Costa Rica |               |               |     |    |   |   |   |     |     |    |
| 1.ª | 2014-15       | 1             | 0   | —  | — | — | — | 1   | 0   |    |
| 1.ª | 2015-16       | 24            | 2   | —  | — | — | — | 24  | 2   |    |
| Total club | Total club    | 25            | 2   | —  | — | — | — | 25  | 2   |    |
| C. S. Herediano · Costa Rica |               |               |     |    |   |   |   |     |     |    |
| 1.ª | 2016-17       | 20            | 3   | —  | — | 2 | 0 | 22  | 3   |    |
| Total club | Total club    | 20            | 3   | —  | — | 2 | 0 | 22  | 3   |    |
| Club América · México |               |               |     |    |   |   |   |     |     |    |
| 1.ª | 2016-17       | 0             | 0   | 2  | 0 | — | — | 2   | 0   |    |
| 1.ª | 2017-18       | 1             | 0   | 1  | 0 | — | — | 2   | 0   |    |
| Total club | Total club    | 1             | 0   | 3  | 0 | — | — | 4   | 0   |    |
| Club Necaxa · México |               |               |     |    |   |   |   |     |     |    |
| 1.ª | 2017-18       | 3             | 0   | 4  | 0 | — | — | 7   | 0   |    |
| Total club | Total club    | 3             | 0   | 4  | 0 | — | — | 7   | 0   |    |
| C. S. Herediano · Costa Rica |               |               |     |    |   |   |   |     |     |    |
| 1.ª | 2018-19       | 24            | 0   | —  | — | 1 | 0 | 25  | 0   |    |
| 1.ª | 2019-20       | 44            | 7   | —  | — | 1 | 0 | 45  | 7   |    |
| 1.ª | 2020-21       | 41            | 6   | 1  | 0 | 0 | 0 | 42  | 6   |    |
| 1.ª | 2021-22       | 46            | 5   | —  | — | — | — | 46  | 5   |    |
| Total club | Total club    | 155           | 18  | 1  | 0 | 2 | 0 | 158 | 18  |    |
| Total carrera | Total carrera | Total carrera | 204 | 23 | 8 | 0 | 4 | 0   | 216 | 23 |
| (1) Incluye datos de la Copa México (2017-18) / Supercopa de Costa Rica (2020). (2) Incluye datos de la Liga de Campeones de la Concacaf (2016-19) / Liga Concacaf (2019-20). (3) No incluye goles en partidos amistosos. |               |               |     |    |   |   |   |     |     |    |

### Selección
Actualizado al último partido jugado el 14 de junio de 2022.
| Costa Rica |                 |   |   |   |   |   |   |    |   |
| 2017 | 2               | 0 | — | — | — | — | 2 | 0  |   |
| 2021 | 1               | 0 | 1 | 1 | 1 | 0 | 3 | 1  |   |
| 2022 | 2               | 0 | 5 | 0 | — | — | 7 | 0  |   |
| Total selección | Total selección | 5 | 0 | 6 | 1 | 1 | 0 | 12 | 1 |
| (1) Incluye datos de la Copa Centroamericana (2017) / Liga de Naciones de la Concacaf (2021-22). (2) Incluye datos de la Eliminatoria de Concacaf para la Copa Mundial (2021-22). |                 |   |   |   |   |   |   |    |   |

#### Goles internacionales
| Núm. | Fecha                   | Lugar                                  | Rival    | Gol | Resultado | Competición                  |
| ---- | ----------------------- | -------------------------------------- | -------- | --- | --------- | ---------------------------- |
| 1    | 16 de noviembre de 2021 | Estadio Nacional, San José, Costa Rica | Honduras | 2-1 | 2-1       | Eliminatoria al Mundial 2022 |

## Palmarés

### Títulos nacionales
| Título                         | Club           | País       | Año  |
| ------------------------------ | -------------- | ---------- | ---- |
| Copa México                    | Club Necaxa    | México     | 2018 |
| Primera División de Costa Rica | C. S Herediano | Costa Rica | 2018 |
| Primera División de Costa Rica | C. S Herediano | Costa Rica | 2019 |
| Supercopa de Costa Rica        | C. S Herediano | Costa Rica | 2020 |
| Primera División de Costa Rica | C. S Herediano | Costa Rica | 2021 |
| Supercopa de Costa Rica        | C. S Herediano | Costa Rica | 2022 |
| Supercopa de Costa Rica        | C. S Herediano | Costa Rica | 2024 |
| Primera División de Costa Rica | C. S Herediano | Costa Rica | 2024 |

### Títulos internacionales
| Título        | Equipo          | Lugar    | Año  |
| ------------- | --------------- | -------- | ---- |
| Liga Concacaf | C. S. Herediano | Honduras | 2018 |

### Distinciones individuales
| Distinción                                            | Año  |
| ----------------------------------------------------- | ---- |
| Mejor Revelación Sub-21 del Campeonato de Verano 2016 | 2016 |
| Mejor Jugador Sub-21 del Campeonato de Invierno 2016  | 2017 |